# Kanadische Wasserpest
Die Kanadische Wasserpest (Elodea canadensis) ist eine Wasserpflanze aus der Gattung der Wasserpest (Elodea) in der Familie der Froschbissgewächse (Hydrocharitaceae).

## Vorkommen und Verbreitung
Die ursprünglich aus den gemäßigten Breiten Nordamerikas stammende und vor allem in Kanada beheimatete Pflanze zählt in Europa zu den Neophyten, da sie hier fremd ist. Ihre Ansiedlung und Ausbreitung in Europa wurde durch die Seeschifffahrt eingeleitet und durch gezielte Aussetzungen (beispielsweise von Aquarienhaltern) oder durch Wasservögel weiter gefördert.

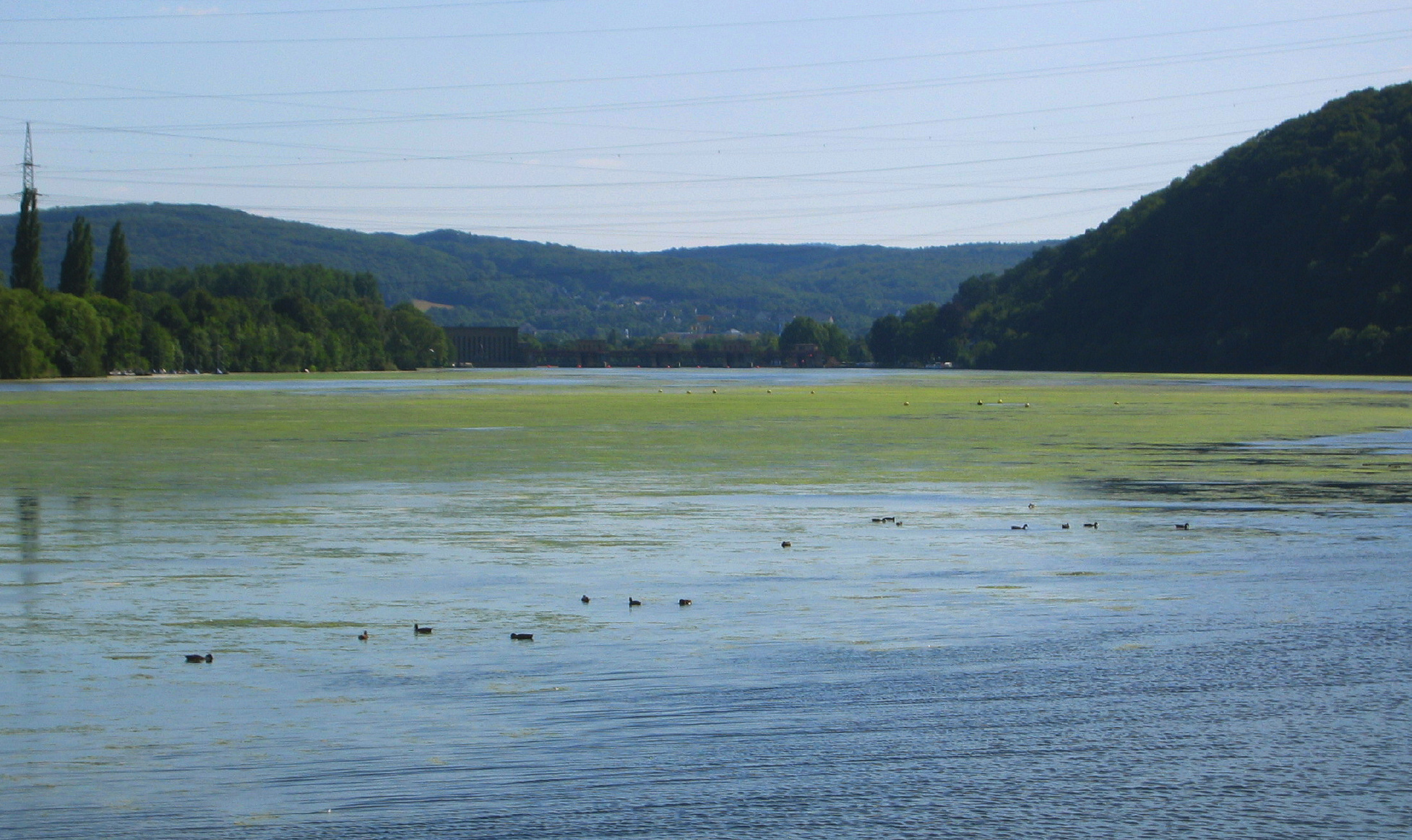
Massenbestand der Schmalblättrigen Wasserpest gemeinsam mit der Kanadischen Wasserpest im Hengsteysee

Da die Kanadische Wasserpest in Europa vergleichbare klimatische Bedingungen vorfindet wie in ihrer Heimat, hat sie sich rasant ausgebreitet, zumal sie hier keine natürlichen, bestandsregulierenden Feinde hat. Man zählt sie inzwischen zum gängigen Arteninventar vieler Still- und Fließgewässer. Erste Nachweise ihres Auftretens in Europa gibt es 1836 in Irland. 1859 wurde sie in Berlin angesiedelt oder ausgesetzt. Von dort breitete sie sich in nur 20 Jahren über ganz Mitteleuropa aus. Nur in den seltenen oligotrophen (nährstoffarmen) Seen fehlt sie in der Regel.
Elodea canadensis ist zweihäusig; in Mitteleuropa kommen aber nur Exemplare mit weiblichen Blüten vor (Blütezeit: Mai bis August), sodass keine generative Vermehrung stattfindet. Die Ausbreitung geschieht vor allem über abgebrochene Sprossteile, die verdriftet werden oder beispielsweise Wasservögeln anhaften.
Die Kanadische Wasserpest steigt in den Allgäuer Alpen im Tiroler Teil im Vilsalpsee bei Tannheim bis zu 1160 Metern Meereshöhe auf.

## Beschreibung

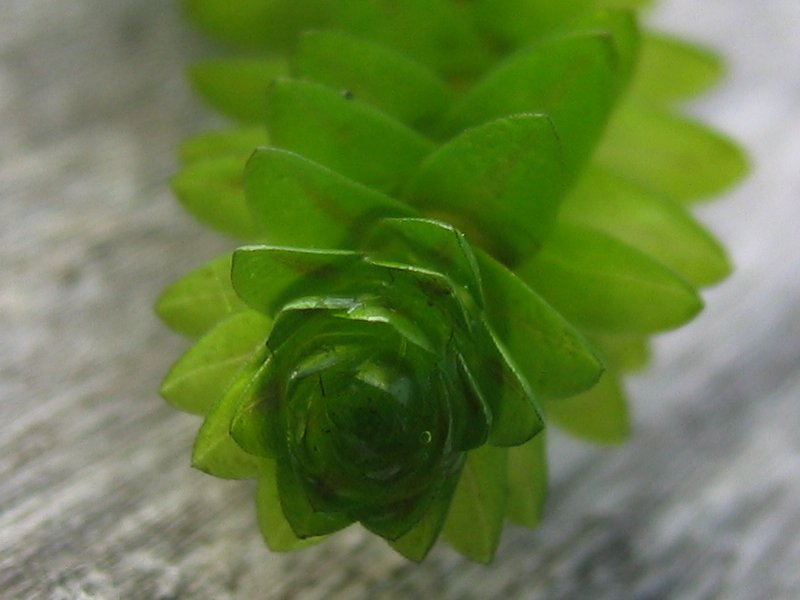
Dekussive Blattstellung bei der Kanadischen Wasserpest

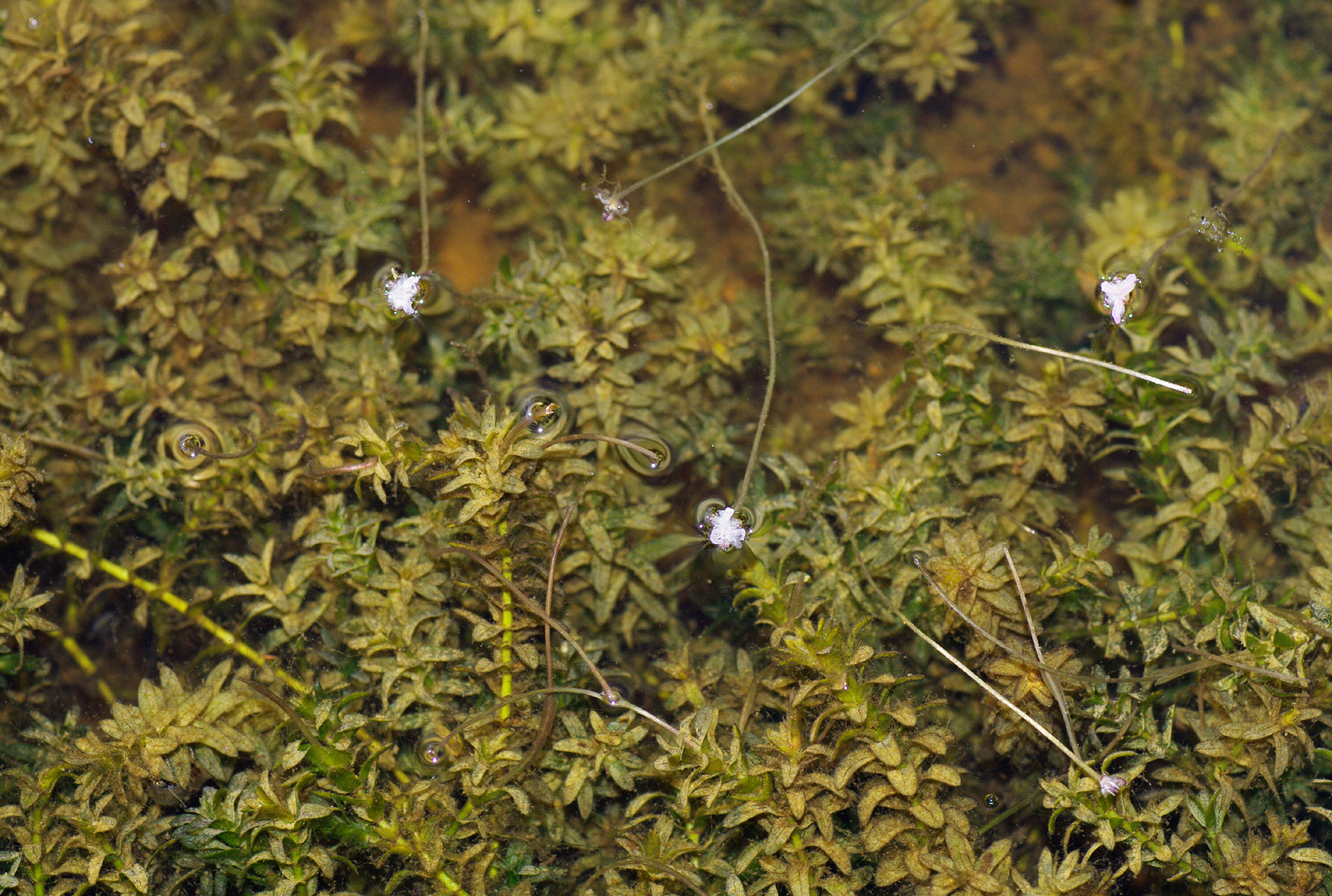
Bestand mit blühenden Pflanzen

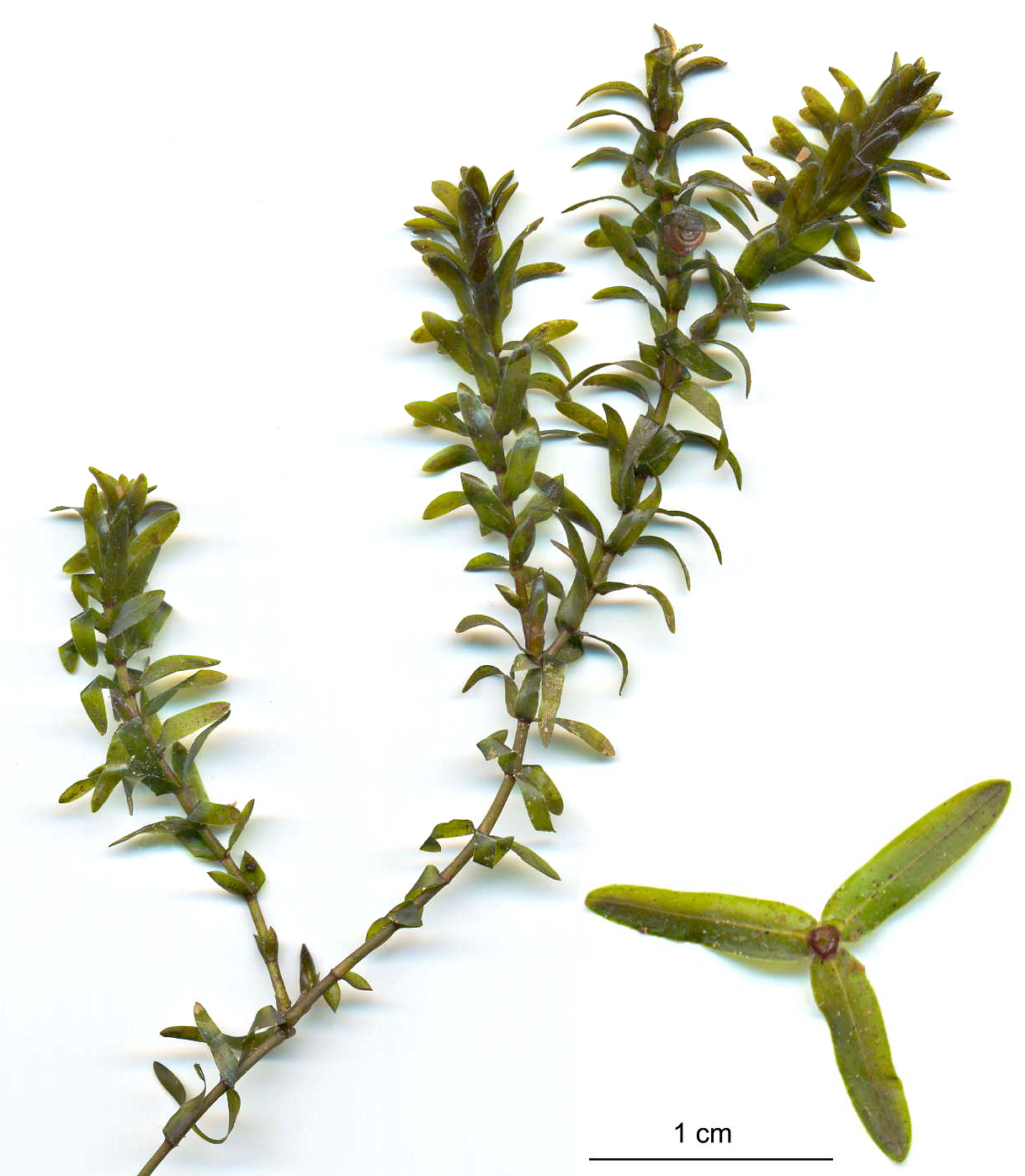
Kanadische Wasserpest (Elodea canadensis); rechts der vergrößerte Querschnitt eines einzelnen Blattquirls

Die Kanadische Wasserpest ist eine krautige Pflanze. Die untergetauchten Sprosse erreichen eine Länge von 30 bis 100 Zentimeter. Häufig können sie auch bis zu drei Meter lange Ausläufer bilden.
An den flutenden Stängeln sitzen die kleinen, dunkelgrünen Blätter dicht quirlig meist zu dritt (zwei bis vier). Sie sind ein bis drei Zentimeter lang, weich oder starr, zungenförmig und vorne abgerundet, in der Mitte meist am breitesten, am Grund verschmälert, grün bis dunkelgrün gefärbt und häufig derb. Die Spitze der Blätter ist manchmal etwas zurückgebogen. Die Länge der Blätter macht das zwei- bis fünffache ihrer Breite (1,5 bis 3,5 Millimeter) aus.
Im Vergleich zur Schmalblättrigen Wasserpest (Elodea nuttallii) wirkt die Art kompakter und gleichmäßiger beblättert.
Es handelt sich um zweihäusig getrenntgeschlechtige (diözische) Pflanzen. Die unscheinbaren, drei bis 5,5 Millimeter kleinen, weißlich-hellvioletten Blüten sitzen an langen weißlichen Stielen, die über die Wasseroberfläche ragen oder auf ihr aufliegen. Die Blüte besitzt grünlich bis rötlich gefärbte Kelchblätter und weißliche Kronblätter, die etwa so groß wie die Kelchblätter sind.
Die Art hat die Chromosomenzahlen 2n = 24, 32, 40, 48, 56, 64, 72, 96.

## Ökologie
Die Kanadische Wasserpest ist eine ausdauernde, oft wintergrüne Wasserpflanze, die selten mit Winterknospen überdauert. In Anpassung an die oft geringe Verfügbarkeit von Kohlendioxid in stehenden Gewässern nutzt die Pflanze bei der Photosynthese neben dem C3-Weg fakultativ auch den C4-Weg. Letzterer verläuft hier aber nicht nach dem normalen Mechanismus, indem die Teilprozesse (Speicherung von Kohlendioxid und dessen Verarbeitung im Calvin-Zyklus) nicht auf  unterschiedliche Zelltypen verteilt sind, sondern auf unterschiedliche Kompartimente derselben Zelle.
Es gibt sowohl rein männliche als auch rein weibliche Pflanzen, wobei in Deutschland und weiten Teilen Europas fast nur weibliche Vertreter vorkommen. Daher vermehrt sie sich dort auch fast ausschließlich auf vegetative Weise. Man nimmt an, dass zur Zeit der Einbürgerung um 1836 nur weibliche Pflanzen nach Europa gelangten. Die Pflanze wurde aufgrund ihres Ausbreitungspotenzials und der Schäden in den Bereichen Biodiversität, Gesundheit bzw. Ökonomie in die Schwarze Liste der invasiven Neophyten der Schweiz aufgenommen.
Die Kanadische Wasserpest blüht im Wasser zwischen Juni und September. Sind beide Geschlechter in einem See vorhanden, so kommt es zu einer Turionenausbildung. Ansonsten bildet die Pflanze vegetativ zahlreiche Ableger, die im Frühjahr neu austreiben.
Bestäubung der Blüten (Wasserblütigkeit – Hydrophilie) und Ausbreitung der Samen (Wasserausbreitung – Hydrochorie) finden ausschließlich durch das Wasser statt.

## Pflanzensoziologie
Die Kanadische Wasserpest bildet zusammen mit anderen Pflanzen Vegetationseinheiten. So ist sie eine Charakterart in der Vegetationsklasse Potamogetonetea pectinati (Laichkraut- und Schwimmblattgesellschaften) und im darin untergeordneten Vegetationsverband Potamogetonion pectinati. Besonders häufig bildet sie Elodea-canadensis-Gesellschaften als artenarme Dominanzbestände.

## Verwendung
Die Kanadische Wasserpest hat im trockenen Zustand 18 % Eiweiß, 43 % Stärke und 2,5 % Fett, deshalb ist sie ein wertvolles Viehfutter und ein wertvoller Dünger. Schließlich dient sie als beliebte Zierpflanze in Aquarien und Gartenteichen.
Bei Schulversuchen wird sie zur Demonstration der Photosynthese, also der Sauerstoffproduktion bei Belichtung, eingesetzt.

## Wirtschaftliche Kosten
Die Kanadische Wasserpest wird in einer Studie des Leibniz-Instituts für Gewässerökologie und Binnenfischerei (IGB) und des Institute for Global Food Security der irischen Queen’s University Belfast auf Platz 9 der kostenintensivsten invasiven Wasserpflanzen gelistet, da sie die Nutzung und Bewirtschaftung der Gewässer, in denen sie sich massiv ausbreitet, beeinträchtigt. Weitere besonders hohe wirtschaftliche Kosten verursachende Arten sind in absteigender Reihenfolge die Dickstielige Wasserhyazinthe (Pontederia crassipes), der Gewöhnliche Blutweiderich (Lythrum salicaria), die Grundnessel (Hydrilla verticillata), das Salzschilfgras (Sporobolus cynosuroides), das Alligatorkraut (Alternanthera philoxeroides), die Grünalgenart Caulerpa taxifolia, das Englische Schlickgras (Sporobolus alterniflorus), der Hahnenfußähnliche Wassernabel (Hydrocotyle ranunculoides) und der Große Algenfarn (Azolla filiculoides). Insgesamt wurde der weltweite wirtschaftliche Schaden durch invasive Wasserpflanzen für den Zeitraum von 1975 bis 2020 auf mehr als 32 Milliarden US-Dollar summiert.